# David Clément (Geistlicher, 1701)

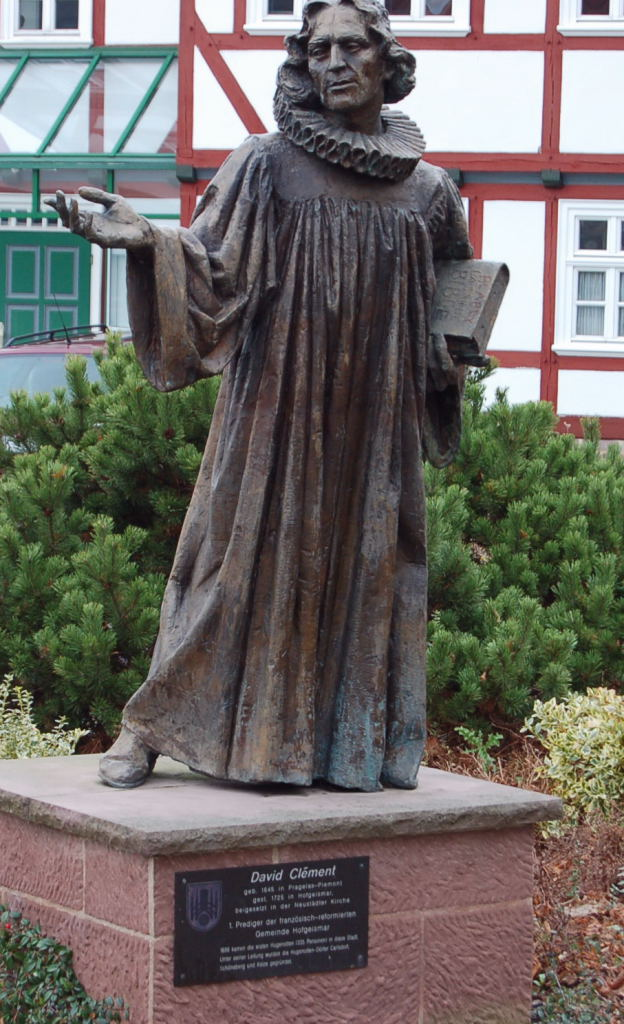
David Clément d. Ä. († 1725), Statue und Gedenktafel des Vaters an der Neustädter Kirche in Hofgeismar

David Clément, der Jüngere (* 16. Juni 1701 in Hofgeismar; † 10. Januar 1760 in Hannover) war ein deutscher reformierter Pfarrer und Bibliograph.

## Leben
David Clément d. J. wurde 1701 im nordhessischen Hofgeismar als Sohn des Geistlichen David Clément d. Ä. († 1725) geboren. Dieser war im Zuge der Aufhebung des Edikts von Nantes 1685 aus Frankreich über mehrere Stationen nach Hofgeismar geflohen. Clément studierte Theologie in Rinteln, Marburg und Bremen und half anschließend ab 1722 seinem Vater in der Pfarre. Er trat 1725 dessen Nachfolge als Inhaber der Pfarrstelle an.

### Tätigkeit in Braunschweig
Im Jahr 1735 folgte er einem Ruf der französisch-reformierten Gemeinde in Braunschweig. Seine Wahl wurde von Herzog Ferdinand Albrecht II. am 20. August bestätigt. Am Folgetag hielt Clément seine Antrittspredigt in der Braunschweiger Bartholomäuskirche. Während seiner Amtszeit in Braunschweig förderte er die Jugendunterweisung. Er erarbeitete 1736 einen Unterrichtsplan für den neu angestellten Lehrer der Gemeinde. Im Jahr 1743 fand eine Synode der Niedersächsischen Konföderation der französisch- und deutsch-reformierten Gemeinden in Braunschweig statt, wobei Clément als Sekretär fungierte. Seine erste Ehefrau Amélie Valescure verstarb in Braunschweig.

### Tätigkeit in Hannover
Vermutlich aufgrund finanzieller Verhältnisse verließ Clément Ende 1743 Braunschweig und ging nach Hannover, wo er im April 1744 die Pfarrstelle an der französisch-reformierten Gemeinde antrat. Dort heiratete er 1753 seine zweite Ehefrau Elis Combes. David Clément starb am 10. Januar 1760 in Hannover.
In Hannover verfasste Clément ein umfangreiches, jedoch unvollendet gebliebenes bibliographisches Werk in neun Teilen unter dem Titel Bibliothèque curieuse historique et critique, ou Catalogue raisonné de livres difficiles à trouver.